# Kamas
Kamas é uma cidade localizada no estado norte-americano de Utah, no Condado de Summit.

## Demografia
Segundo o censo norte-americano de 2000, a sua população era de 1274 habitantes.
Em 2006, foi estimada uma população de 1493, um aumento de 219 (17.2%).

## Geografia
De acordo com o United States Census Bureau tem uma área de
4,1 km², dos quais 4,1 km² cobertos por terra e 0,0 km² cobertos por água. Kamas localiza-se a aproximadamente 1887 m acima do nível do mar.

## Localidades na vizinhança
O diagrama seguinte representa as localidades num raio de 20 km ao redor de Kamas.